# 珠江晚报
《珠江晚报》（国内统一刊号：CN44-0135）是中国较早的晚报都市报类报纸，隶属珠海特区报社。于1994年7月21日试刊，1995年2月21日正式创刊。早期为每周四出版，1996年起改为每日出版。

## 版式设置
该报日均设置32个版块，其中20个版块为当日本地及国内外新闻，其余板块为娱乐及生活类内容。